# Estupro na lei islâmica
No Islã, a sexualidade humana é governada pela lei islâmica, também conhecida como Xaria. Consequentemente, a violação sexual é considerada uma transgressão da lei moral e divina. O Islã divide as alegações de violação sexual em “direitos divinos” (huquq Allah) e “direitos interpessoais” (huquq al-'ibad): os primeiros exigem punições hudud (ḥadd) e os segundos pertencem ao âmbito mais flexível dos direitos humanos.
O Estupro é considerado crime no Islã. Em árabe, o estupro é chamado de Zina Al-Zibr ou Ightisab, e enquadra-se nas regras de Hirabah. A Xaria clássica considerava o crime de violação sexual como um zina coercitivo e, portanto, uma ofensa de hadd. Há falta de reconhecimento do Estupro conjugal pelos juristas tradicionais.

## Definição
O estupro é considerado um crime sexual grave no Islã e pode ser definido na lei islâmica como: "Relação sexual ilegal forçada por um homem com uma mulher que não é legalmente sua esposa, sem sua livre vontade e consentimento".
A lei islâmica, assim como os sistemas jurídicos da Antiguidade Clássica e do Antigo Oriente Próximo, não possui um equivalente exato ao conceito moderno de estupro, que se baseia nas noções contemporâneas de autonomia individual e inviolabilidade do corpo, especialmente do corpo feminino. Em termos modernos, o estupro é, em seu nível mais básico, uma violação da autonomia sexual de outra pessoa. Nas sociedades comunitárias e patriarcais da Antiguidade Tardia, a sexualidade da mulher era entendida como algo sob o controle de seu guardião legal ou proprietário, em vez de sob seu próprio controle individual. Portanto, a categoria de violação sexual coercitiva não era claramente diferenciada de outras categorias, como a violação consensual das normas sexuais (sedução).
Os termos ghasaba e ightisab foram usados por juristas tradicionais ao discutir agressão sexual e sua punição. A maioria sustenta que o estupro consiste em cometer zinā por força, daí ser conhecido como zinā bi al-ikrāh (زنا بالإكراه). Al-Shāfiʿī definiu o estupro como "Forçar uma mulher a cometer zinā contra sua vontade". Para os ḥanafis, a relação sexual ilícita é considerada estupro quando não há consentimento; para os malikitas, engloba qualquer relação ilícita por usurpação e sem consentimento, incluindo casos de incapacidade de resistência, como insanidade, sono ou menoridade. Os hanbali, de modo semelhante, consideram o uso de força como negação do consentimento. Ameaças de fome ou de sofrer o frio do inverno também são reconhecidas como coercitivas.
Os juristas concordam que a mulher submetida à força e estuprada não deve receber qualquer punição.

### Relação com a zina
A Xaria clássica definiu o que hoje chamamos de “estupro” como uma forma coercitiva de fornicação ou adultério (zina). Essa definição implicava que todos os princípios legais relativos à zina—definição, punição e comprovação—se aplicavam também ao estupro. O ato prototípico de zina era a relação sexual entre um homem e uma mulher sobre os quais o homem não detinha nem direito conjugal nem de propriedade. O que distinguia a zina típica do estupro era que, na primeira, ambas as partes agiam por vontade própria, enquanto no estupro apenas uma das partes consentia. Juristas reconheciam várias formas de coerção—força física, coação, ameaça de dano futuro e incapacidade de consentir (menores, doentes mentais, inconscientes). Concordavam em aplicar a punição de hadd aos agressores, mas isentavam as vítimas dadas suas condições reduzidas.
O crime de estupro, segundo juristas sunitas ḥanafis e malikitas, é um ato de zina. Se o consentimento foi obtido sob coação ou por pessoa com capacidade jurídica defeituosa, considera-se que não houve consentimento. Por outro lado, mulheres que sofreram estupro podem temer ser processadas por zina, o que as desencoraja de denunciar.

### Relação com a hirabah
A inclusão do estupro no âmbito de Hirabah teve apoio ao longo da história islâmica.
O jurista zahirí medieval Ibn Hazm definiu hirabah como:
Aquele que aterroriza as pessoas na estrada, com ou sem arma, de dia ou de noite, em áreas urbanas ou em espaços abertos, no palácio de um califa ou numa mesquita, com ou sem comparsas, no deserto ou na vila, em cidade grande ou pequena, com uma ou mais pessoas… fazendo as pessoas temerem que serão mortas, roubadas ou estupradas (hatk al-'arad)… sejam os agressores um ou muitos.
Teve apoio significativo dos juristas malikitas:
Al-Dasuqi, por exemplo, jurista malikita, sustentou que, se uma pessoa forçasse uma mulher a ter relações sexuais, isso seria considerado hirabah.

O juiz malikita Ibn 'Arabi relata um caso em que um grupo foi atacado e uma mulher foi estuprada. Ao argumentarem que não havia furto ou uso de armas, Ibn 'Arabi retrucou indignado que “hirabah com as partes íntimas” é muito pior do que hirabah envolvendo roubo de dinheiro, e que ninguém preferiria o último.
Na escola Hanafi de direito, o termo zina refere-se a relações sexuais ilícitas, enquanto o estupro é distinguido como zina bil jabr (forçado e não consensual) e a fornicação/adultério como zina bil riḍā (consensual). O estupro é tratado como crime de ta'zir, julgado com base em provas circunstanciais (laudo médico, testemunhas, evidências forenses), ao passo que a zina consensual mantém punições de hadd previstas no Alcorão e na Suna mediante quatro testemunhas (na ausência, aplica-se ta'zir: multa, prisão ou açoites). Estupros em grupo ou públicos, como em contexto de guerra, seguem sendo considerados hirabah.

### Estupro conjugal
A lei islâmica historicamente tratou o estupro conjugal de modo distinto das leis modernas, pois o “consentimento sexual” é um conceito posterior à formulação da Xaria. Em vez de violação do consentimento, o abuso no casamento era visto como dano à esposa, sendo aplicado o princípio de redução de danos pelos juízes. Registros mostram que mulheres conseguiam requerer judicialmente que o marido parasse e pagasse indenização por laceração perineal. O estupro conjugal podia ser enquadrado como ato de agressão contra a esposa e resultar em punição do marido e divórcio, embora com penas menos severas que outros estupros.
Juristas medievais classificaram o estupro no crime de ightisab, mas nenhum o fez em relação ao estupro conjugal. O termo ightisab significa “usurpar algo que pertence a outro pela força e contra sua vontade”, denotando algo repulsivo e repreensível. Alguns juristas medievais distinguiam sexo forçado de consensual no casamento. Embora a maioria não reconhecesse o estupro conjugal como tal, interpretações modernas da Xaria o proíbem por outros meios.